# Dryomenis plantaginea
Dryomenis plantaginea là một loài dương xỉ trong họ Tectariaceae. Loài này được J.Sm. mô tả khoa học đầu tiên năm 1854.
Danh pháp khoa học của loài này chưa được làm sáng tỏ. 